# Vladimir Đanić
Vladimir Đanić (1913. – 4. rujna 1970.) bio je istaknuti društveno-politički djelatnik iz Vojvodine i političar. Bio je zastupnikom u Skupštini SAP Vojvodine i jedan od vojvođanskih Hrvata koji je došao do najviše razine vlasti u pokrajini.
Danas se u ulica u Subotici zove po njemu.